# Tiger Stadium (LSU)
Das Tiger Stadium ist ein College-Football-Stadion auf dem Campus der Louisiana State University (LSU) im US-amerikanischen Baton Rouge, der Hauptstadt des Bundesstaates Louisiana. Die College-Footballmannschaft der Universität, die LSU Tigers, trägt hier ihre Heimspiele aus. Mit 102.321 Sitzplätzen ist es das sechstgrößte Stadion auf einem Uni-Campus in den USA und das achtgrößte der Welt. 

## Geschichte
Das Stadion entstand 1924 mit 12.000 Sitzplätzen und wurde am 25. November des Jahres eingeweiht. 1931 wuchs es auf 22.000 Sitzplätze, 1936 kamen 24.000 neue Sitzplätze hinzu. Eigentlich hatte das Parlament von Louisiana nur Geld für neue Wohnheimplätze für Studenten vorgesehen; allerdings interpretierte Gouverneur Huey P. Long den Haushaltsposten so, dass er neue Wohnheime direkt in das Stadion bauen ließ und über diese die 24.000 Sitzplätze. Bis 1953 kam das Stadion auf 67.720 Sitzplätze, mit dem Ausbau der Südtribüne verwandelte es sich von einer Hufeisenform in ein komplett umschlossenes Stadion. Nach der Ausbaustufe im Sommer 2006 brachte es das Stadion durch den Bau von Logenplätzen auf eine Sitzplatzzahl von 92.400. 2014 wurde mit dem Ausbau der Südtribüne das Fassungsvermögen auf 102.321 Zuschauer gesteigert.
Die Spielstätte ist eines der, wenn nicht das, lauteste Stadion im College Football und somit auch eines derjenigen, die dem Heimteam den größten Vorteil geben. Mehrere Umfragen bezeichnetes das Tiger Stadium als schwierigstes im College Football für ein Auswärtsteam, darunter die College Football Association 1987, The Sporting News 1989, Gannett News Service 1995 und Sport Magazine 1998. ESPN bezeichnete das Stadion als "beängstigendste Spielstätte" mit der Bemerkung, dass es mit Abstand das lauteste Stadion der USA ist. ESPN hat in dem Stadion im Jahr 2003 beim Spiel gegen Auburn bereits 119 Dezibel gemessen, CBS im Jahr 2007 kam auf 115 Dezibel beim Spiel gegen die Florida State University. Der Spitzname des Stadions lautet „Death Valley“, was sich in den letzten Jahrzehnten aus dem ursprünglichen Deaf Valley gebildet hat.
Das Tiger Stadium ist eines von drei Stadien im College Football, in denen das Tor auf zwei Säulen ruht anstatt wie sonst vorgeschrieben auf einer, die sich gabelt. Die traditionellere Bauweise, die in Louisiana steht, benutzen andere Universitäten oft nur bei bedeutenden Derbys, da sie Angst haben, dass ihre Fans sonst das Tor schwer beschädigen könnten und es dabei Verletzte gibt.
In der NFL-Saison 2005 spielten die New Orleans Saints vier Partien im Stadion, da der Louisiana Superdome durch den Hurrikan Katrina schwer beschädigt worden war. 
Neben Footballspielen finden gelegentlich Konzerte, zumeist Country-Musik, statt.

## Galerie

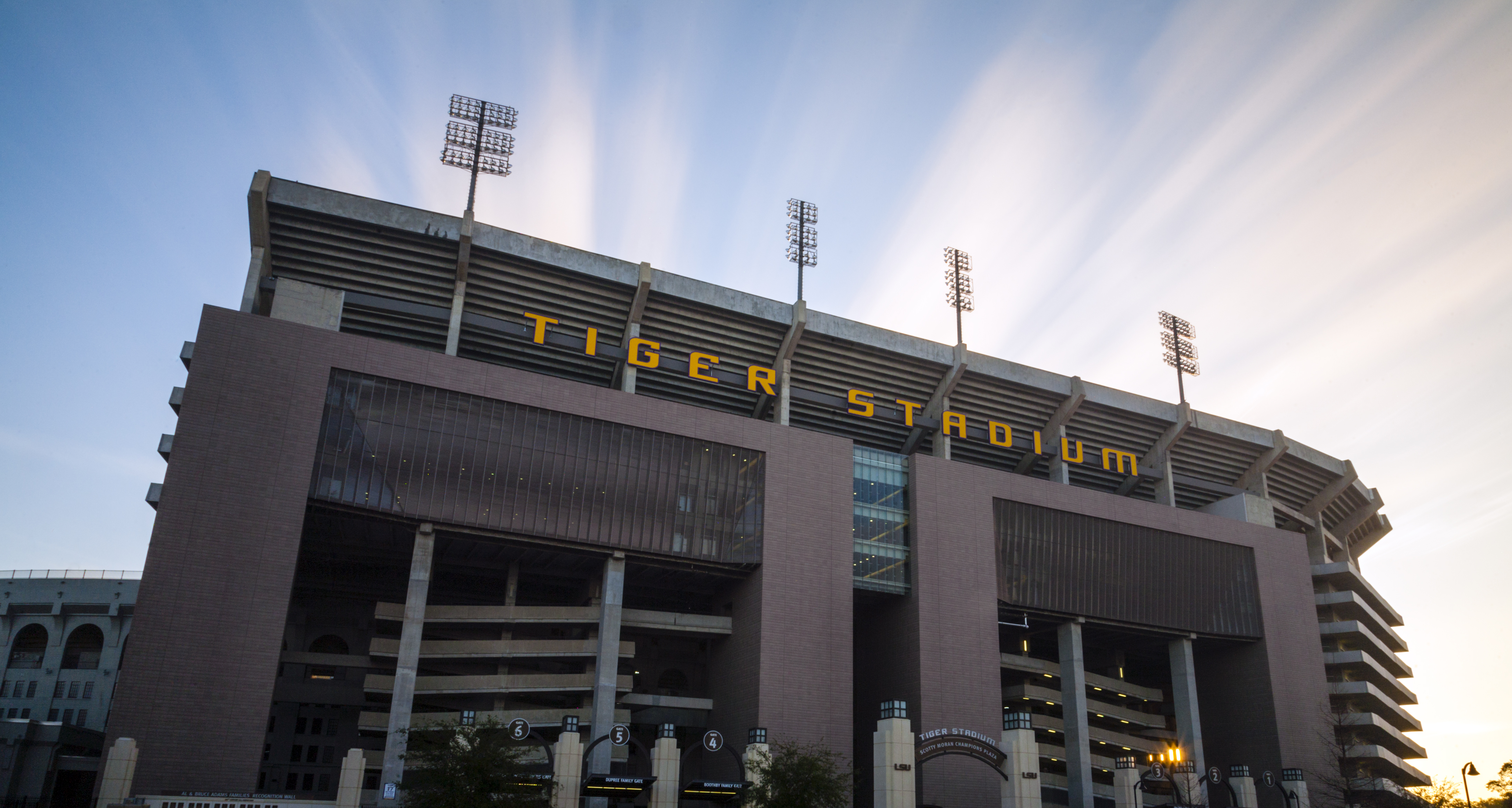
Die Fassade des Tiger Stadium (2013)
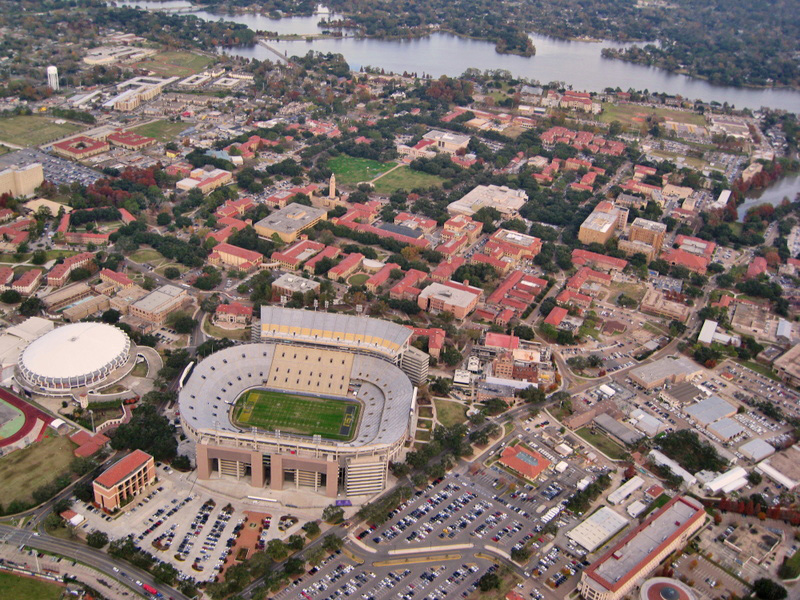
Luftbild des Geländes von 2009
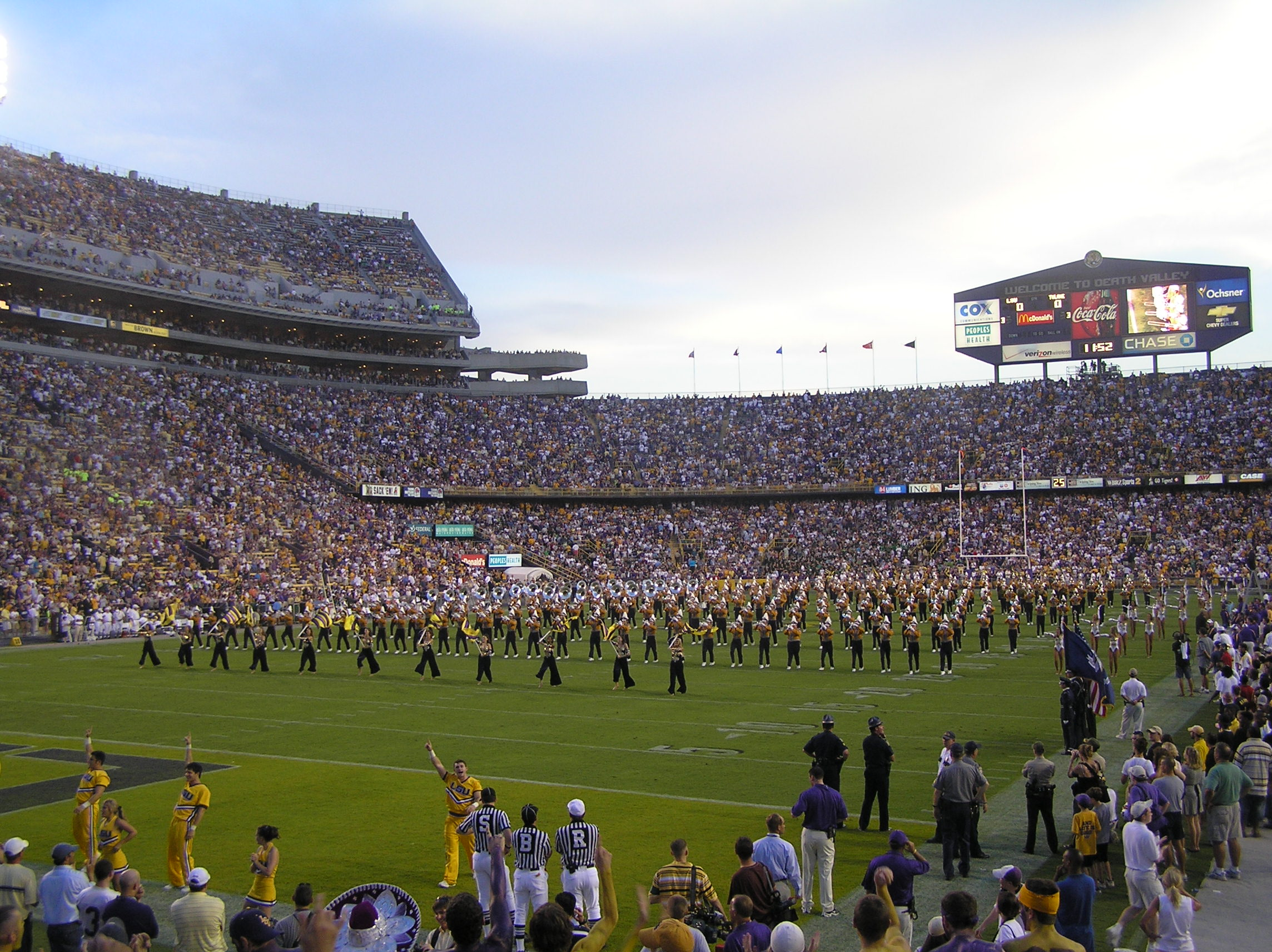
Vor einem Spiel der LSU Tigers (2007)
Die Anlage am Abend (2012)